# Félix Moati
Félix Moati (París, 24 de mayo de 1990) es un actor de cine y de treatro además de director francés.

## Biografía

### Familia

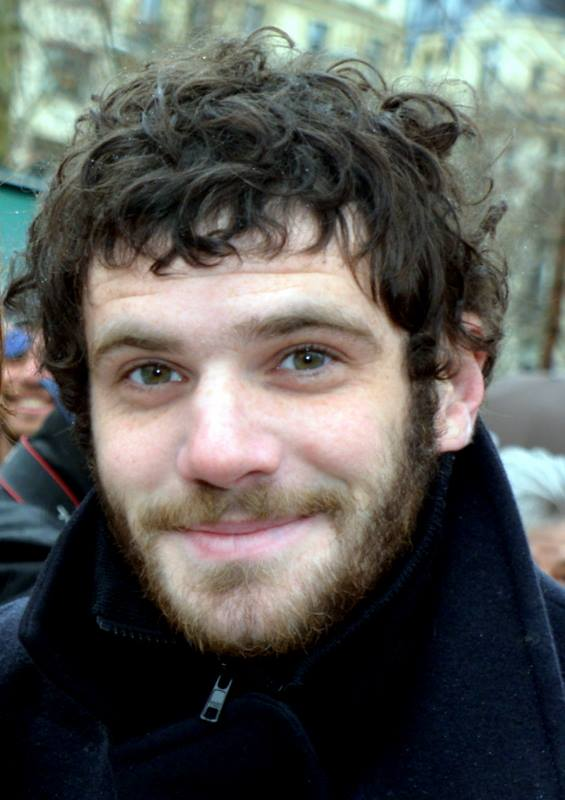
El actor, miembro del jurado Cartier Revelation en el Festival de Deauville 2012.

Es hijo del director y periodista Serge Moati (nacido en 1946), de familia judía tunecina, y de Sophie Gourdon (nacida en 1954), alta funcionaria, presidenta de la tercera sala del Tribunal de Cuentas desde 2015.
Su abuelo paterno, Serge (1903-1957), hijo de un masón, socialista y masón él mismo en la Gran Logia de Francia, adscrito a la comunidad de Granas, fue periodista, especialmente en Tunis socialiste y Petit Matin; arrestado por sus actividades en la resistencia durante la Segunda Guerra Mundial, fue deportado e internado en el campo de concentración de Sachsenhausen antes de lograr escapar; luego participó en la liberación de París antes de reunirse con su familia.
Su abuela paterna, Odette cuyo apellido de soltera era Scemama (1905-1957), provenía de la comunidad de judíos originarios de Túnez, los Twânsa.
Su tía, Nine Moati, nacida en 1938, es novelista.
Tiene un medio hermano, Victor, nacido en 1982, y una hermana, Irène, nacida en 1985.

### Comienzos y revelación
Debutó en el cine en dos películas de registros muy diferentes, la comedia adolescente LOL de Lisa Azuelos y la película de terror Livide.
A partir de su tercera película se beneficia de un papel expuesto: en la comedia política Télé Gaucho, bajo la dirección de Michel Leclerc, interpreta a Víctor, un cinéfilo que se incorpora a un canal de televisión asociativo. Su actuación le valió una nominación al César al actor más prometedor en 2013.
Al año siguiente, compartió cartel en la comedia Libre et asoupi con Baptiste Lecaplain y Charlotte Le Bon. En este primer largometraje de Benjamin Guedj, interpreta a un compañero de cuarto lleno de franqueza. Para la ocasión, el joven ganó el premio al favorito del jurado en el festival internacional de cine cómico de Alpe d'Huez.
En 2014, volvió a desempeñar un papel secundario en Hipócrates, de Thomas Lilti, interpretado por Vincent Lacoste. Luego interpretó el tercer papel en la comedia Gaby Baby Doll, escrita y dirigida por Sophie Letourneur.

### Cabeza de cartel y primera producción

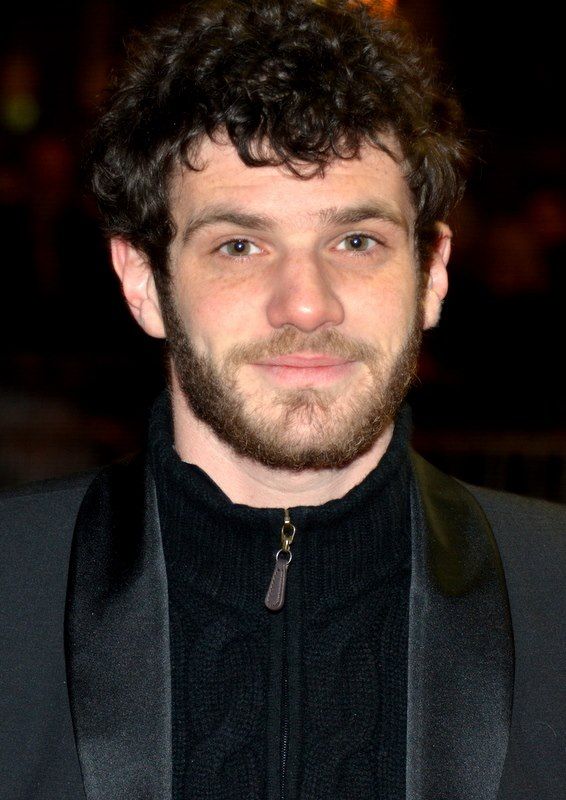
El actor, nominado al César al Mejor Actor Revelación en 2016 por À trois on y va.

El año 2015 estuvo marcado por el estreno de tres películas: está en el casting de la comedia Valentin Valentin, de Pascal Thomas, pero desempeña principalmente un papel protagonista en À trois on y va, una comedia costumbrista de Jérôme Bonnell. Sus compañeras son Anaïs Demoustier y Sophie Verbeeck. Esta comedia sobre la bisexualidad y el ménage a trois le valió una segunda nominación al César al Mejor Actor.
Finalmente, Michel Leclerc le dio un papel secundario en la comedia dramática La Vie très privée de Monsieur Sim, con Jean-Pierre Bacri en el papel principal.
Otro reencuentro en 2016, con un papel secundario en Médecin de campagne, una nueva producción de Thomas Lilti.
El año 2017 le permitió reencontrarse con la comedia política gracias a Recherche la femme, de Sou Abadi, donde sus socios fueron Camélia Jordana y William Lebghil. También desempeña el papel principal masculino en el drama Simon and Theodore, de Mikael Buch.
En 2018, marcó un importante punto de inflexión: interpreta el papel principal en la comedia dramática Gaspard va a la boda, de Antony Cordier, luego presenta en el 71 Festival de Cannes la comedia dramática Le Grand Bain, primera producción en solitario de Gilles Lellouche. Forma parte de un reparto de cinco estrellas que incluye a Guillaume Canet, Virginie Efira y Benoît Poelvoorde.
En febrero de 2019 dirigió su primera película Deux Fils. Para este paso a la dirección de un largometraje, Moati también dirige a sus socios y amigos. : Vincent Lacoste y Anaïs Demoustier.

## Filmografía

### Cine

#### Actor
- 2009: LOL de Lisa Azuelos: Arthur
- 2011: Livide de Alexandre Bustillo et Julien Maury: William
- 2012: Télé Gaucho de Michel Leclerc: Victor
- 2014: Libre Et Assoupi de Benjamin Guedj: Bruno
- 2014: Hippocrate de Thomas Lilti: Stéphane
- 2014: Gaby Baby Doll de Sophie Letourneur: Vincent
- 2015: Valentin Valentin de Pascal Thomas: Romain
- 2015: À trois on y va de Jérôme Bonnell: Micha
- 2015: La Vie très privée de Monsieur Sim de Michel Leclerc: Francis
- 2016: Médecin de campagne de Thomas Lilti: Vincent Werner
- 2017: 'Cherchez la femme' de Sou Abadi: Armand
- 2017: Simon et Théodore de Mikael Buch: Simon
- 2018: Gaspard va au mariage d'Antony Cordier: Gaspard
- 2018: Le Grand Bain de Gilles Lellouche: John
- 2020: Resistance de Jonathan Jakubowicz: Simon
- 2021: The French Dispatch de Wes Anderson: le chef traiteur
- 2021: La Vraie Famille de Fabien Gorgeart: Eddy
- 2022: Jour de gloire de Jeanne Frenkel et Cosme Castro: Félix
- 2022: Les Goûts et les couleurs de Michel Leclerc: Anthony
- 2023: Wahou! de Bruno Podalydès: Fabien
- 2023: Voleuses de Mélanie Laurent: Clarence

#### Director
- 2018: Deux Fils

### Televisión
- 2009: Jeune et homo sous le regard des autres, segment Les Incroyables Aventures de Fusion Man: Raphaël
- 2009: Sweet Dream (série télévisée): Julien
- 2020: Si tu vois ma mère de Nathanaël Guedj: Max
- 2020: No Man's Land (mini-série) d'Oded Ruskin: Antoine Habert

## Teatro
- 2021: Maman de Samuel Benchetrit, dirigida por el autor, Théâtre Edouard VII

## Honores

### Equipo
- César 2013 : César al mejor aspirante masculino de Télé Gaucho
- Premio Lumière 2016: Premio Lumières al mejor candidato masculino por À trois on y va
- César 2016: César al Hombre Más Prometedor por À trois on y va

### Jurado del festival
- 2012: miembro del jurado Cartier Revelation en el XXXVIII Festival de Cine Americano de Deauville
- 2015: miembro del jurado de cortometrajes del XXXII Festival de Cine de Cabourg
- 2016: miembro del jurado de largometrajes del V Festival de Cine de los Campos Elíseos
- 2018: miembro del jurado de cortometrajes del X Festival de Cine Europeo de Les Arcs